# فكتور دلبوس
فكتور دلبوس (بالفرنسية: Victor Delbos)‏ (1862 - 1916 م) فيلسوف ومؤرخ فرنسي للفسلفة.
من أشهر آثاره: المشكلة الأخلاقية في فلسفة سبينوزا (1892 م).

## المصدر
1. 1 2  Proleksis enciklopedija | Victor Delbos (بالكرواتية), QID:Q3407324
2. ↑  طرابيشي، جورج (2006 م). معجم الفلاسفة (ط. الثالثة). بيروت: دار الطليعة. ص. 285. مؤرشف من الأصل في 9 أكتوبر 2016. {{استشهاد بكتاب}}: تحقق من التاريخ في: |سنة= (مساعدة)